# Федотов, Евгений Михайлович
Евгений Михайлович Федотов (род. 23 августа 1964 года) — российский военный лётчик, полковник, Герой Российской Федерации (2010).
Участник Афганской войны, войны в Абхазии, первой и второй чеченской войны, войны в Грузии 2008 года.
Командир 487-го вертолётного полка 4-го командования ВВС и ПВО, начальник отдела боевой подготовки и боевого применения ВВС и ПВО Западного военного округа.

## Биография
Родился в 1963 году в городе Ессентуки (Ставропольский край). Впервые за штурвал самолета сел в Ессентукском аэроклубе ДОСААФ.
Службу в Советской Армии начал в 1981 году. В 1985 году окончил Саратовское высшее военное авиационное училище лётчиков. После окончания обучения в течение 4 месяцев служил вторым пилотом на вертолёте Ми-24 в Чехословакии, в составе Центральной группы войск.
С января 1986 года по август 1987 года участвовал в боевых действиях в Афганистане, поддерживая с воздуха действия сухопутных войск в провинции Кандагар. Совершил несколько сотен вылетов, в ходе которых получил богатейший боевой опыт пусков управляемых ракет в любых условиях. За участие в крупной войсковой операции северо-западнее Кандагара (с высадкой десанта, применением штурмовой и истребительной авиации) старший лейтенант Федотов был награждён орденом Красной Звезды.
После возвращения из Афганистана командовал экипажем вертолёта в Группе советских войск в Германии (в 1989 году переименована в Западную группу войск). В 1991 году полк был выведен из Германии в Казахстан, где вскоре фактически оказался за границей. В 1992 году перевёлся в 55-й отдельный вертолетный полк, который дислоцировался в городе Кореновск Краснодарского края. В течение восьми лет командовал звеном, затем эскадрильей, стал заместителем командира полка.
В 1993 году участвовал в войне в Абхазии, с 1994 года в первой чеченской войне и с 1999 года во второй чеченской войне. За боевые действия в Чечне был награждён орденом Мужества.
С 2000 года служил во Владикавказе. В 2004 году стал командиром 487-го вертолётного полка, дислоцированного в городе Будённовск Ставропольского края. Личный состав этого полка регулярно участвовал в выполнении боевых заданий по борьбе с вооружёнными бандформированиями в регионах Северного Кавказа.
В 2008 году участвовал в войне в Грузии; согласно официальной российской версии событий, 8 августа его полк был поднят по тревоге. 9 августа командир вертолётного полка полковник Федотов во главе группы из шести вертолётов Ми-8 десантировал группу спецназа для выполнения задачи по уничтожению позиций грузинской артиллерии у южного выхода из Рокского тоннеля, что было реализовано, несмотря на сложные условия ожесточённого зенитного огня. В дальнейшем осуществлял руководство подчинёнными и лично участвовал в боевых действиях по высадке и эвакуации разведгрупп в тылу грузинских войск, доставке грузов на передовую и спасению из зоны боевых действий раненых.
Указом президента Российской Федерации в феврале 2010 года ему было присвоено звание Героя Российской Федерации «За мужество и героизм, проявленные при выполнении воинского долга в Северо-Кавказском регионе».
С 2010 года — начальник отдела армейской авиации 1-го командования ВВС и ПВО, штаб-квартира которого находится в Воронеже. В 2011 году назначен начальником отдела боевой подготовки и боевого применения ВВС и ПВО Западного военного округа.
Руководитель Представительства Всероссийского детско-юношеского военно-патриотического общественного движения «ЮНАРМИЯ» на федеральной территории «Сириус». Член Совета Территории. Избран по многомандатному округу.

## Награды
- Герой Российской Федерации (17 февраля 2010 года)[3]. Медаль № 959
- Орден «За военные заслуги»
- Орден Красной Звезды
- Орден Мужества
- Орден «За заслуги перед Отечеством» IV степени
- Медаль ордена «За заслуги перед Отечеством» II степени
- Орден «Уацамонга» (20 февраля 2019 года, Южная Осетия)[4];
- Медали